# Berlin 1936 : dans les coulisses des Jeux olympiques
Pour plus de détails, voir Fiche technique et Distribution.
Berlin 1936 : dans les coulisses des Jeux olympiques (en allemand : Der Traum Von Olympia. Die Nazi-Spiele von 1936) est un téléfilm allemand réalisé par Mira Thiel (de) et Florian Huber (de), diffusé en 2016 sur Arte.

## Synopsis
En août 1936, le monde entier assiste au défilé des délégués olympiques devant Adolf Hitler lors de la cérémonie d'ouverture des Jeux de Berlin. Le drapeau olympique est joyeusement hissé à côté de bannières portant la croix gammée nazie. Ce film met en scène les coulisses et les négociations secrètes effectuées pour amener les Jeux olympiques à Berlin.

## Fiche technique
- Titre original : Der Traum Von Olympia. Die Nazi-Spiele von 1936
- Titre français : Berlin 1936 : dans les coulisses des Jeux olympiques
- Réalisation : Mira Thiel (de) et Florian Huber (de)
- Scénario : Florian Huber (de)
- Costumes : Joachim Kuhlmann
- Son : Hendrik Lühdorff
- Production : Kay Siering
- Société de production : Arte
- Pays de production :  Allemagne
- Langue originale : allemand
- Format : couleur
- Genre : drame
- Durée : 53 minutes
- Dates de sortie :
  - Allemagne : 16 juillet 2016
  - France : 16 juillet 2016

## Distribution
Sauf indication contraire, les informations mentionnées dans cette section peuvent être confirmées par la base de données cinématographiques IMDb,  présente dans la section « Liens externes ».
- Simon Schwarz : Wolfgang Fürstner
- Sandra von Ruffin (de) : Gretel Bergmann

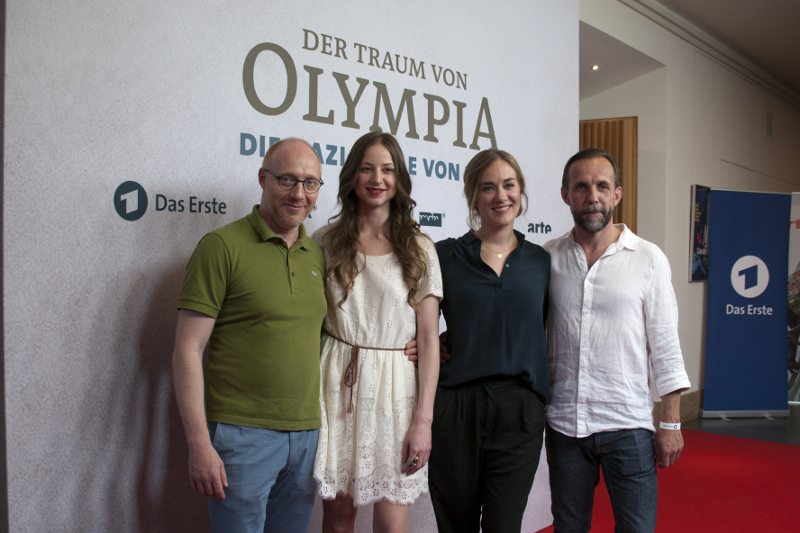
Simon Schwarz, Sandra von Ruffin, Annina Hellenthal et Gotthard Lange lors de la première du film (2016).

- Gotthard Lange (de) : Wolf-Heinrich von Helldorf
- Theresa Scholze (de) : Leonie Fürstner
- Annina Hellenthal (de) : Elfriede Kaun
- Christian Hockenbrink (de) : Carl Diem
- Mateusz Dopieralski (de) : Joachim Seyppel
- Paul Faßnacht (de) : Edwin Bergmann

## Analyse
Le personnage de l'officier Wolfgang Fürstner brise souvent le « quatrième mur » et s'adresse directement au téléspectateur en sortant de l'intrigue réelle pour expliquer brièvement ses motivations et ses sentiments. Sur Spiegel Online, le journaliste Arno Frank (de) écrit : 
« Es ist das Verdienst nicht nur von Simon Schwarz, der seinem fallenden Helden eine ausreichende Ambivalenz mit auf den Weg in den Abgrund gibt, dass die Aufnahmen nicht überwältigen. Wenn die fiktiven Off-Kommentare von Bergmann und Fürstner die Macht der Bilder kontern oder sogar brechen, liegt das am versierten Drehbuchautor und Historiker Florian Huber. »
« Ce n'est pas seulement grâce à Simon Schwarz, qui donne à son héros en chute libre une ambivalence suffisante sur le chemin de l'abîme, que les plans ne submergent pas. Si les commentaires fictifs en voix off de Bergmann et Fürstner contrent ou même brisent la puissance des images, c'est grâce au scénariste et historien chevronné Florian Huber. »